# 弘中绫香
弘中綾香（日語：弘中 綾香；1991年2月12日—）是日本女性播報員，為朝日電視台社內播報員。出身於神奈川縣、身高156公分。因在加入朝日電視台的第一年就接下該台重要的直播音樂節目《MUSIC STATION》的副主持人一職，而備受各方注目。

## 略歷
弘中在高中時代就讀於慶應義塾女子高等學校，並考入慶應義塾大學。在高中時期曾參加學校樂隊，大學時加入的則是體育類社團的曲棍球社。在求學時代，曾打工兼職家庭教師。
2013年4月1日，剛自大學畢業的弘中加入了朝日電視台，同期加入的主播還包括林美沙希。通過人事部的研習後，被分配往播報部，並在同年年中以主播身份首次在螢光幕前亮相。
2013年10月18日，弘中首度參與朝日電視台招牌的音樂節目《MUSIC STATION》演出，自同樣是畢業於慶應、同樣在新人時代就參與該節目演出的前輩竹內由惠手中接下副主持人的棒子，成為該節目的第九任副主持人與第五位擔任副主持人的女主播。除了成為其負責的第一個固定電視節目外，也由於該節目悠久的歷史與高收視率，原本剛入社資歷甚淺的弘中，也一舉打開了知名度。
弘中因為長相與氣質酷似女子偶像團體AKB48成員之一的島崎遙香，而被稱為「朝日電視台的Paruru」（ぱるる），並且成為電視台積極培養的重點新人之一。除了主播的本職外，在2014年5月28日播放的黃金時段警察連續劇《TEAM -警視廳特別犯罪搜查本部-》第7集中，弘中也客串演出了警署內的女警官一角，首次嘗試演員工作，並獲得連續劇主角小澤征悅的好評。雖然在過去電視台主播於電視劇中客串演出與本職相同的角色之範例並不少見，但卻鮮少有主播客串其他行業角色的例子，弘中本人也表示除了是難得的體驗外，也希望在之後還有演出電視劇的機會。
弘中是家裡兩姊妹中的妹妹。她曾以當上小提琴家作為目標，直到大學三年級前都還持續接受課程訓練。曾在媒體專訪中表示，自己的夢想是「創造或發表什麼東西來影響人們思想的革命家」。
在私底下，弘中是女子偶像組合桃色幸運草Z的歌迷，支持的成員是玉井詩織。弘中也與原NMB48成員渡邊美優紀份屬好友。
2018年6月7日，《週刊文春》報導弘中與搖滾樂團ONE OK ROCK吉他手Toru的緋聞。
日本綜合資訊公司Oricon在2019年底舉行的「最喜愛女主播排行榜」（好きな女性アナウンサーランキング）上，弘中首次奪得冠軍，並於接下來兩年蟬聯冠軍。
2022年9月30日，有報導指稱弘中與圈外男性結婚，做為回應，朝日電視台透過弘中本人的評論宣布弘中的婚訊。10月3日，株式會社Progrit社長岡田祥吾正式發表與弘中結婚的消息。

## 演出節目

### 演出中
- 《阿Q猜謎王（日语：クイズプレゼンバラエティー Qさま!!）》（；2013年7月29日 - ，朝日電視台）：解答者，不定期出演
- 《罕見奇人研究所（日语：激レアさんを連れてきた。）》（；2017年10月2日 - ，朝日電視台）：以「研究助手」名義與搞笑藝人若林正恭共同主持
- 《拜託了！排行榜『太田松之丞→太田伯山 無法回答煩惱的毒舌諮詢室』（日语：お願い!ランキング）》（；2019年7月4日 - ，朝日電視台）
- 《阿信弘中是什麼？（日语：ノブナカなんなん?）》（；2020年10月10日 - ，朝日電視台）：主持人
- 《有點心機又如何（日语：あざとくて何が悪いの?）》（；2019年9月27日、2020年4月17日、2020年7月25日、2020年10月10日 - ，朝日電視台）：常規演出者

### 曾演出
常態主持節目
- 《MUSIC STATION》（朝日電視台）：第9代副主持人，自2013年10月18日起擔任至2018年9月17日。
- 《那個好厲害！（日语：アレはスゴイはず!?）》（；2014年4月6日 - 9月28日，朝日電視台）：朝日電視台的午夜資訊節目，弘中自2014年4月6日節目更名並更改時段後，開始接任助理主持人職務，與搞笑藝人土田晃之搭配演出[註 2][14]。
- 《原宿AbemaNews（日语：原宿AbemaNews）》（2016年4月11日 - 2017年7月8日，逢週一、週二，AbemaTV）
- 《紙一重（日语：かみひとえ）》（；2020年3月30日 - 2020年9月21日，朝日電視台）：主持人／節目進行擔當[15]

臨時主持節目
- 《SMAP綜藝特集（日语：SMAP☆がんばりますっ!!）》（；2013年4月13日，朝日電視台）
- 《阿Q猜謎王（日语：クイズプレゼンバラエティー Qさま!!）》（；2013年7月29日，朝日電視台）
- 《速報！甲子園之路（日语：速報!甲子園への道）》（；關東版2013年度，朝日電視台）
- 《毒舌糾察隊》（アメトーーク!；2013年8月22日，朝日電視台）

特別節目
- 《弘中綾香的All Night Nippon 0(ZERO)（日语：オールナイトニッポン0(ZERO)）》（；2019年8月31日，日本放送）

## 外部連結
- 弘中綾香（朝日電視台主播介紹頁） （页面存档备份，存于） （日語）
- 弘中绫香的Instagram帳戶 - 與《罕見奇人研究所》節目連動企劃